# Cap sport art aventure amitié Paris
Cap sport art aventure amitié Paris (CAPSAAA ou CAP SAAA) est une association créée en avril 1995 permettant à des personnes handicapées de pratiquer de nombreuses activités sportives, avec pour slogan « Pour le droit à la différence contre l'indifférence ». Ses actions portent aussi à des démonstrations dans les écoles et au sein d'entreprises.
Elle a notamment mis en place plusieurs équipes de haut niveau participant aux différents niveaux du championnat de France d'handibasket et de rugby-fauteuil.

## Sections et sports proposés

### Handibasket
Le CAPSAAA Paris est la première équipe fondée par l'association. Son équipe 1 est engagée soit en Nationale A, soit la première division française, soit en Nationale B (la division inférieure), au rythme des montées et descentes annuelles. Elle compte deux médailles de bronze européennes à son palmarès avec à sa tête Ryadh Sallem, ancien international capitaine de l'équipe de France.
L'équipe 2 est une équipe féminine engagée en Nationale 2 (dernière division).
Palmarès européen
- Coupe André Vergauwen (EuroCup 2) :
  - 2008 :  3e place
- Coupe Willi Brinkmann (EuroCup 3) :
  - 2009 :  3e place[4]
  - 2010 : 5e place[5]

Palmarès national
- Champion de France Nationale B : 2004, 2012
- Coupe de France de la Commission[7] : 2012

Joueurs célèbres ou marquants :
- Michel Mensch (ancien international)
- Ryadh Sallem (ancien international et capitaine)
- Sofyane Mehiaoui (international Francais)

### Rugby-fauteuil
Joueurs célèbres ou marquants :
- Ryadh Sallem (international)

## Autres structures en France
D'autre clubs ont été créés en France avec le même nom, certains comme filiales de CAP SAAA Paris, d'autres en s'inspirant de l'approche du club. Tous sont aujourd'hui indépendants de CAP SAAA Paris.

### Saint-Quentin-en-Yvelines
L'association CAPSAAA s'est installée à Saint-Quentin-en-Yvelines, où sa section handibasket a participé au championnat de France de Nationale 2 durant les années 2000. L'équipe n'est plus engagée en championnat depuis la saison 2012-13. Malgré l'absence de la section handibasket dans les compétitions officielles françaises, l'association CAPSAAA continue de proposer des activités à ses membres à Saint-Quentin-en-Yvelines.

### Le Cannet
En 1999, l'association crée une filiale sur la Côte d'Azur, le département des Alpes-Maritimes étant dépourvu de structure permettant de pratiquer ce sport au niveau national. En 2001, la section installée au Cannet prend son indépendance et devient l'Handi-Basket Le Cannet, qui a depuis atteint le plus au niveau du championnat de France, a disputé une finale de coupe de France à Bercy et monte en puissance sur la scène européenne.

### Lyon
L'association est fondée en 2005 et l'équipe d'handibasket réussit à accéder à la troisième division du championnat de France (Nationale C) avec comme joueur marquant l'international Aliou Dramé.